# Val-Revermont
Val-Revermont és un municipi nou francès del departament d'Ain, a la regió d'Auvèrnia-Roine-Alps.

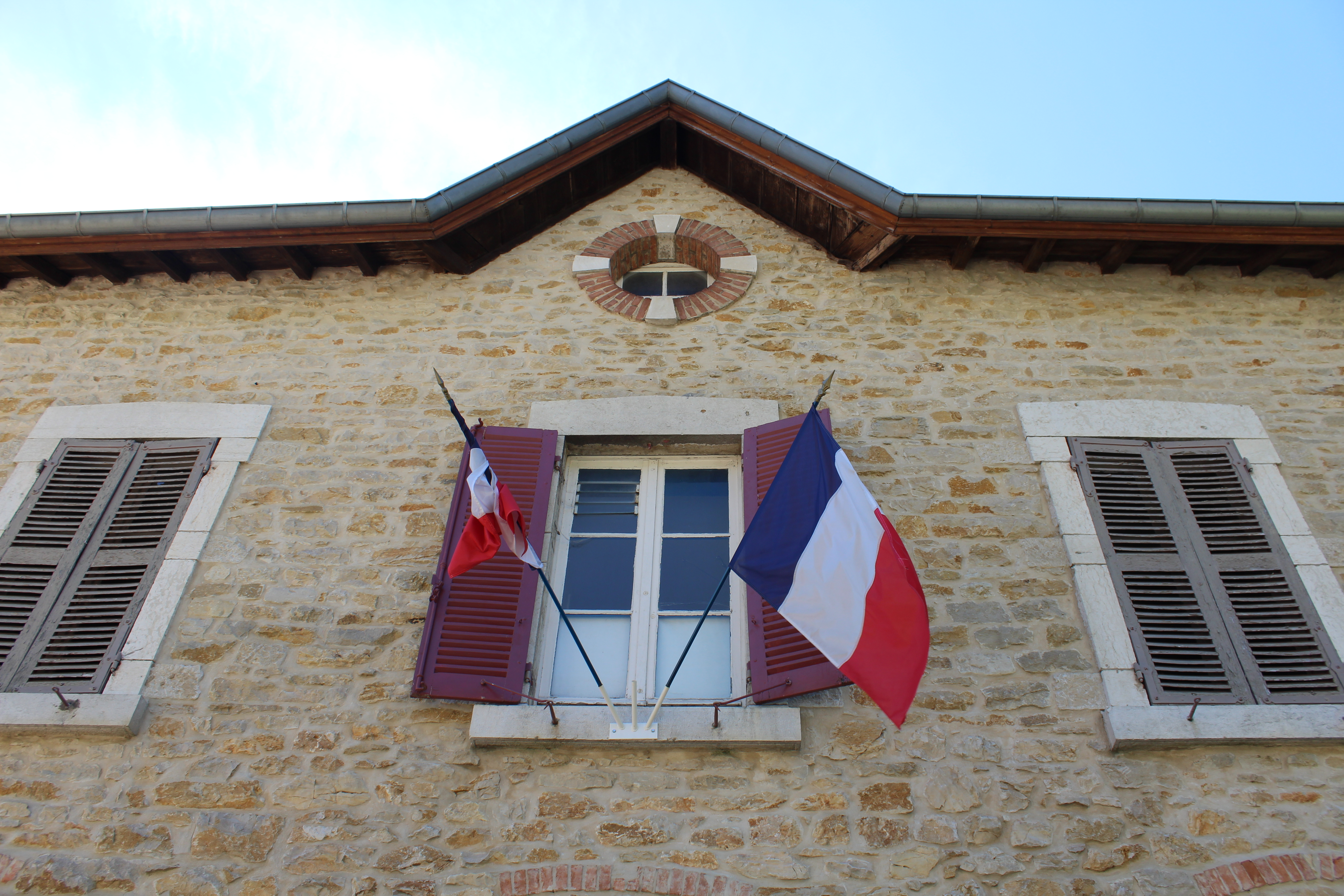
Ajuntament de Val-Revermont

Va ser creat l'1 de gener de 2016, en aplicació d'una resolució del prefecte d'Ain del 4 de desembre de 2015 amb la unió dels municipis de Pressiat i Treffort-Cuisiat, passant a ser l'ajuntament a l'antic municipi de Treffort (Trefòrt).

Municipis que conformen el nou municipi de Val-Revermont

## Demografia
Les dades entre 1800 i 2013 són el resultat de les sumes parcials dels municipis que formen el nou municipi de Val-Revermont,